# Pachycara priedei
Pachycara priedei és una espècie de peix de la família dels zoàrcids i de l'ordre dels perciformes.

## Morfologia
- Els mascles poden assolir 23 cm de longitud total i les femelles 22,1.
- Nombre de vèrtebres: 104-107.[4]

## Hàbitat
És un peix marí i d'aigües profundes que viu entre 4.182-4.275 m de fondària.

## Distribució geogràfica
Es troba al sud de l'oceà Índic.

## Observacions
És inofensiu per als humans.